# جذام شبه درني
الجذام شبه الدرني هو حالة جلدية تتميز بآفات جلدية منفردة تتوزع بشكل غير متناظر.